# Sofosbuvir
Sofosbuvir, merknaam Sovaldi® van de firma Gilead, is een bewust gesynthetiseerde prodrug. Pas binnen in de cel wordt de stof omgezet in een trifosfaat van de actieve uridine-verbinding,  het 2'-deoxy-2'-α-fluoro-β-C-methyluridine-5'-trifosfaat. Vervolgens wordt deze stof door NS5B-polymerase ingebouwd in het vijandige hepatitis-RNA, hetgeen aldaar leidt tot ketenbeëindiging. Deze actieve metaboliet heeft geen effect op menselijk erfelijk materiaal. Het middel is in de handel gebracht als een bittere filmomhulde tablet van 400 mg, die eenmaal per dag moet worden ingenomen met voedsel gedurende 12 tot 24 weken.
De stof is opgenomen in de lijst van essentiële geneesmiddelen van de WHO.

## Indicaties
Bij de behandeling van chronische hepatitis C is het eerste keus in combinatie met ribavirine, waaraan soms PEG-interferon wordt toegevoegd, afhankelijk van het genotype. De behandeltijd is 12 tot 24 weken.

## Werkingsmechanisme
Als een van de eerste middelen werkt sofosbuvir echt virusvernietigend en is dus geen virostaticum. In de cel wordt het ziekmakende hepatitis-C-virus gedwongen tot de opbouw van een foutieve keten van het eigen virus-RNA. Het erfelijk materiaal van de gastheer wordt ontzien.

## Interacties
Sofosbuvir zelf is in tegenstelling tot de werkzame metaboliet een substraat van het p-glycoproteïne en het BRCP-eiwit. Rifampicine,carbamazepine, fenobarbital, fenytoïne,  Sint Janskruid en andere krachtige inductoren in de darm verlagen zo ook de beschikbaarheid van de werkzame stof in de cel, en dergelijke krachtige inductoren moeten absoluut worden vermeden.

## Waarschuwing na registratie
Op 24 maart 2015 gaf de FDA een waarschuwing uit voor de potentieel dodelijke combinatie met amiodaron. De hartfrequentie kan door de wisselwerking gevoelig afnemen.